# Mancomunidad Cinco Villas
Comprende los concejos de:
- Muros de Nalón
- Pravia
- Soto del Barco

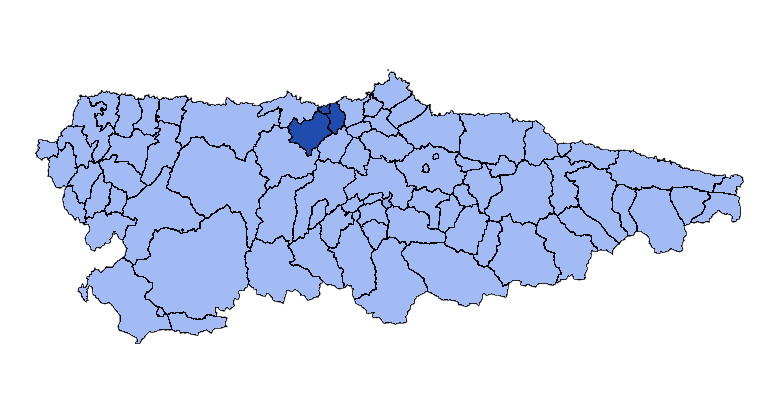
Vista de los concejos que forman la mancomunidad.

Anteriormente también formaban parte de la mancomunidad Salas y Cudillero, pero la abandonaron tras la creación de la Comarca Vaqueira